# Escuela de verano (película)
Escuela de verano es una película de comedia musical y drama mexicana de 1959, escrita y dirigida por Gilberto Martínez Solares y protagonizada por Germán Valdés «Tin-Tan», Flor Silvestre, Mapita Cortés, Adriana Roel, Begoña Palacios, Patricia McCormick, Ofelia Montesco, Pilar Pellicer, Lucienne Auclair, Carmen Guash, Yolanda Ciani, Georgina Álvarez Simpson, Fanny Schiller y Celia Viveros. 

## Argumento
Casimiro Buenavista y Manduriano se hace con la dirección de una escuela de verano, cuando sorprende a Archibaldo, un estafador internacional, robando el dinero recaudado con las colegiaturas de las alumnas que vienen de todo el mundo, y comienza una serie de divertidos enredos cuando Archibaldo intenta recuperar el botín que dejó en la escuela al ser sorprendido, mientras que Casimiro hará lo posible por llevar a buen puerto las clases en la escuela, mientras se recrea la pupila con las hermosas alumnas.

## Reparto
- Germán Valdés «Tin-Tan» como Casimiro Buenavista y Manduriano
- Flor Silvestre como Yolanda Jiménez, alumna tapatía
- Mapita Cortés como Jovita
- Adriana Roel como Matilde Moreno, alumna amiga de Yolanda
- Begoña Palacios como Lola Palacios, alumna española
- Patricia McCormick como Patricia McCormick, alumna estadounidense
- Ofelia Montesco como Ofelia Montesco, alumna peruana
- Pilar Pellicer como Magdalena Dávila, alumna tehuana
- Lucienne Auclair (Miss Bélgica) como Lucienne Auclair, alumna belga
- Carmen Guash como Caridad Viderique, alumna cubana
- Yolanda Ciani como cómplice de Archibaldo
- Georgina Álvarez Simpson como Maricela Arriaga, alumna venezolana
- Fanny Schiller como María del Rosario
- Celia Viveros como Albertina
- Armando Sáenz como Raúl, hermano de Yolanda y novio de Matilde
- Tito Novaro como Archibaldo
- José Loza como Rubén
- Xavier Massé como Robert
- Marcelo Chávez como Don Generoso
- Víctor Manuel Castro como Octaviano
- Carlos Bravo y Fernández como Urbano
- Ramón Valdés como Anastacio
- Magdaleno Barba como Cargador
- Victorio Blanco como Miembro de patronato
- Manuel Casanueva como Padre de Matilde
- Rodolfo García como Cobrador de carne
- Dacia González como Estudiante
- Raúl Guerrero como Cobrador
- Armando Gutiérrez como Cobrador de leche
- Jesús Gómez como Bravucón en tenampa
- Myron Levine como Miembro de patronato
- José Pardavé como Portero
- Joaquín Roche Jr. como Joven repartidor
- Ángela Rodríguez como Visitante a escuela
- Ramón Sánchez como Cargador
- Manuel Trejo Morales como Inspector de policía
- Armando Velasco como Padre de Magdalena
- Jose Luis Rodriguez Malagón como cargador y bailarín arriba del piano